# Okonek
Okonek este un oraș în Polonia.